# Engyprosopon mogkii
 Engyprosopon mogkii és un peix teleosti de la família dels bòtids i de l'ordre dels pleuronectiformes.

## Morfologia
Pot arribar als 11 cm de llargària total.

## Distribució geogràfica
Es troba a les costes de l'oceà Índic i a Malàisia.